# 卡特里亞山
43°27′42″N 12°42′16″E / 43.46167°N 12.70444°E

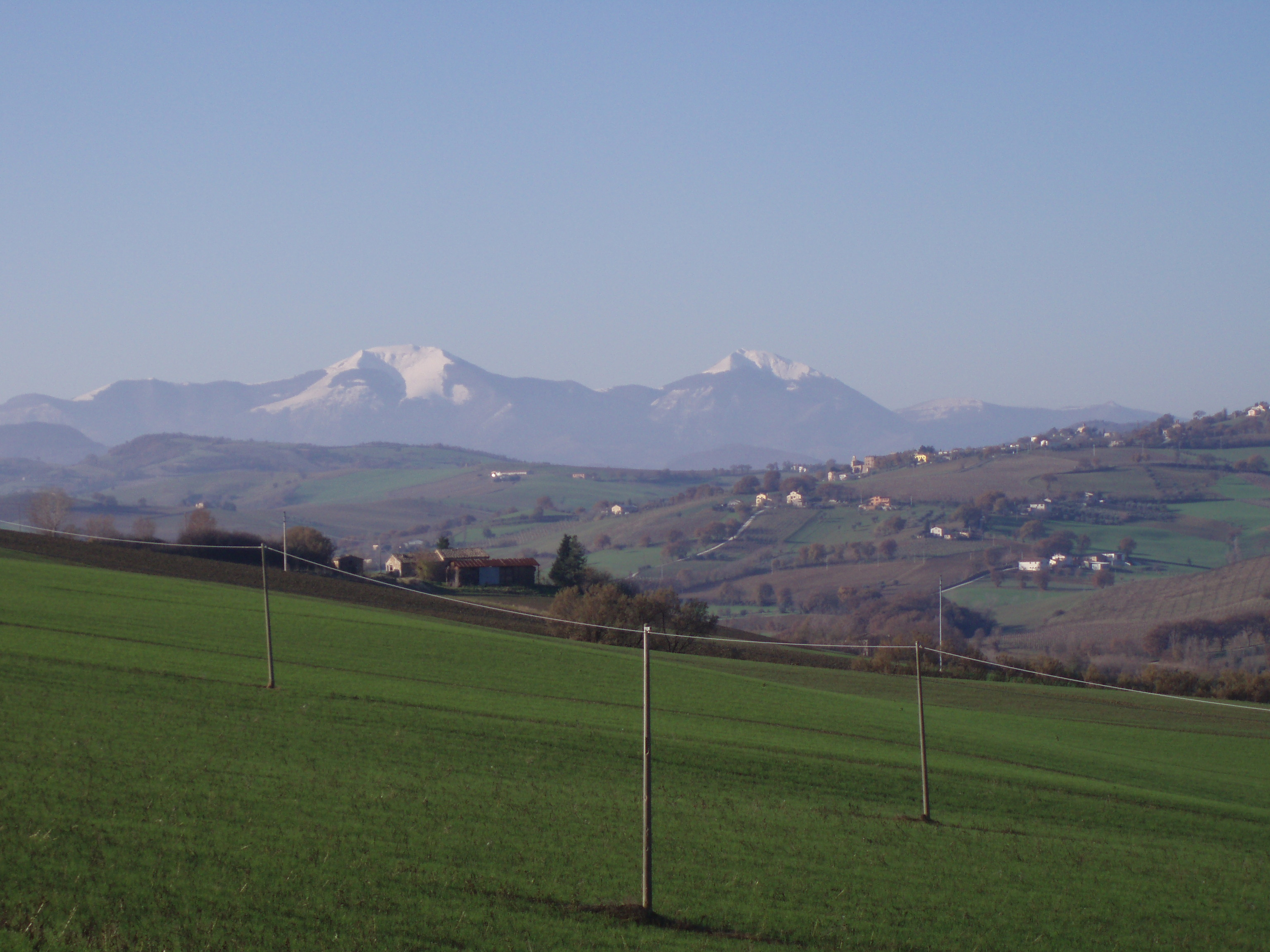

卡特里亞山是意大利的山峰，位於該國中部，屬於亞平寧山脈中部的一部分，海拔高度1,702米，由石灰岩組成的山體在2億年前形成，是切薩諾河的發源地。